# آتلانتیک (مجله)
آتلانتیک (به انگلیسی: The Atlantic) یکی از مجله‌های آمریکایی است که در ابتدا تحت عنوان ماهنامه آتلانتیک در سال ۱۸۵۷ در بوستون، ماساچوست تأسیس شد. دفتر مرکزی این نشریه در حال حاضر در واشینگتن، دی.سی. قرار دارد.
مجله آتلانتیک بیش از ۴۰۰٫۰۰۰ مشترک دارد و هر سال ۱۰ شماره چاپ می‌کند. این ماهنامه از زمان تاسیس‌اش، هر ماه یک شماره چاپ می‌کرد و این سیاست قریب به ۱۴۴ سال ادامه داشت تا اینکه در سال ۲۰۰۳ رسماً کلمه ماهنامه از اسم روی جلد حذف شد و در نهایت در سال ۲۰۰۷ اسم مجله به نام فعلی، آتلانتیک تغییر نام یافت.
عمده مطالب چاپ شده در مجله در موضوعات سیاست خارجی، علم سیاست، اقتصاد، هنر، فناوری و تکنولوژی است. اما مطالب جانبی دیگری چون نقد کتاب و بررسی مسائل فرهنگی نیز در آن گنجانده می‌شود.

## پیوند
- وبگاه رسمی